# Campanularia morgansi
Campanularia morgansi är en nässeldjursart som beskrevs av Wilfrid Arthur Millard 1957. Campanularia morgansi ingår i släktet Campanularia och familjen Campanulariidae. Inga underarter finns listade i Catalogue of Life.